# Pölöske
Pölöske község Zala vármegyében, a Zalaegerszegi járásban, a Zalai-dombságban, az Egerszeg–Letenyei-dombság területén. 4523 hektáros kiterjedésével a vármegye legnagyobb közigazgatási területű községe, a megyében található három nagyközség közül is csak az egyik (Zalakomár) kiterjedése nagyobb nála.

## Fekvése
Zala vármegye középső részén fekszik, a megyeszékhely Zalaegerszeg délkeleti szomszédságában, a város központjátől légvonalban 13, közúton mintegy 19 kilométerre. A környező települések közül Zalaszentmihály 5,5, Nemesszentandrás 6, Bak 6,5, Sárhida 9, Pacsa 9, Zalaigrice pedig 12 kilométer távolságra található.
A közvetlenül határos települések: észak felől Búcsúszentlászló, északkelet felől Nemessándorháza és Nemesszentandrás, délkelet felől Zalaszentmihály és Pötréte, dél felől Hahót, délnyugat felől Söjtör, nyugat felől Bak és Sárhida, északnyugat felől pedig Csatár, Botfa [Zalaegerszeg része] és Nemeshetés.

### Megközelítése
Legfontosabb közúti megközelítési útvonala a 75-ös főút, mely elhalad kelet-nyugati irányban a lakott területének déli széle mentén. A főútból itt ágazik ki északi irányba, Búcsúszentlászlón át Alsónemesapátira a 7363-as út, ez tekinthető a község főutcájának. Nyugati határszélét egy rövid szakaszon érinti a 74-es főút, illetve a Becsehely-Bak közti 7536-os út is.
A hazai vasútvonalak közül a Szombathely–Nagykanizsa-vasútvonal érinti, mely a keleti határában húzódik, nyugati határszélét pedig a Zalaegerszeg–Rédics-vasútvonal közelíti meg, de egyiknek sincs megállási pontja a területén. A legközelebbi vasúti csatlakozási lehetőséget így az előbbi vonal Zalaszentmihály-Pacsa vasútállomása kínálja, bő 4 kilométerre délkeletre.

## Története
A mellette folyó Pölöske (ma Szévíz) patak nevéből lett a helységnév, ami 1141-ben, Plisca alakban fordult elő elsőként. Szláv eredetű; egyaránt használják a papi tonzúrára és a síkságból kiemelkedő dombra.
Pölöske (Peleske, Piliske) Árpád-kori település. Nevét az oklevelek 1234-ben említették először Pyliske néven. Egy 1318-as oklevél Szent-Endre, Bebes és Szent-Mihály szomszédságában említette. 1318-ban Pyliskezeg, 1323-ban Pyleske, 1335-ben Peleske, Peliske, Pyliske neveken írták. 1513-ban Ferencrendi kolostor is állt itt, egy oklevél azzal, valamint Bornakkal együtt említi a települést. Peleskén és Bornakon ekkor négy Ördög nevű család élt, kiknek 18 jobbágyportáját számolták össze az 1513-as összeíráskor. A település vámhely volt, és mezőváros, vámszedési joggal, és Peleske várához tartozott.

## Közélete

### Polgármesterei
- 1990–1994: Balázs Árpád (nem ismert)[6]
- 1994–1998: Balázs Árpád (független)[7]
- 1998–2002: Balázs Árpád (független)[8]
- 2002–2006: Balázs Árpád (független)[9]
- 2006–2010: Feketéné Tarpál Ibolya (független)[10]
- 2010–2014: Tóth Tivadar György (független)[11]
- 2014–2019: Tóth Tivadar György (független)[12]
- 2019–2024: Tóth Tivadar György (független)[13]
- 2024– : Tóth Tivadar György (független)[3]

## Népesség
A település népességének változása:
| Lakosok száma | 842  | 831  | 831  | 741  | 751  | 750  | 747  |
|               | 2013 | 2014 | 2015 | 2021 | 2022 | 2023 | 2024 |

A 2011-es népszámlálás idején a nemzetiségi megoszlás a következő volt: magyar 92,9%, cigány 5,56%, német 1,18%. A lakosok 84,9%-a római katolikusnak, 0,85% reformátusnak, 1,35% evangélikusnak, 0,45% görögkatolikusnak, 4,4% felekezeten kívülinek vallotta magát (8,3% nem nyilatkozott).
2022-ben a lakosság 91,9%-a vallotta magát magyarnak, 2,5% cigánynak, 2,1% németnek, 0,1-0,1% románnak, ruszinnak és ukránnak, 1,2% egyéb, nem hazai nemzetiségűnek (7,2% nem nyilatkozott; a kettős identitások miatt a végösszeg nagyobb lehet 100%-nál). Vallásuk szerint 58,6% volt római katolikus, 0,8% református, 0,8% evangélikus, 0,3% ortodox, 1,3% egyéb keresztény, 3,2% egyéb katolikus, 6% felekezeten kívüli (28,9% nem válaszolt).

## Pölöske vára
Pölöske vára a mai Szévíz zsombékos, mocsaras völgyében épült a tatárjárás után. Előbb a Hahót nemzetség, majd a Peleskei Ördög család birtokolta. A 14. században már jelentős vár volt. Gyakoriak voltak viszont az Ördög családdal kapcsolatos botrányok. Többek között pénzhamisítás, nők elhurcolása szerepelt a bűnlajstromon. De még a 16. században is elszomorító közerkölcsökről tudósítottak az egyházlátogatási jegyzőkönyvek.
A várat 1664-ben a török elfoglalta. A felszabadító háborúk után 1702-ben a pölöskei is a többi vár sorsára jutott: elpusztították, anyagát építkezésekhez használták fel. Ma már csak árkai, felszíni nyomai találhatók meg.
(forras: www.vendegvaro.hu/5-2193 2007. április 3.)

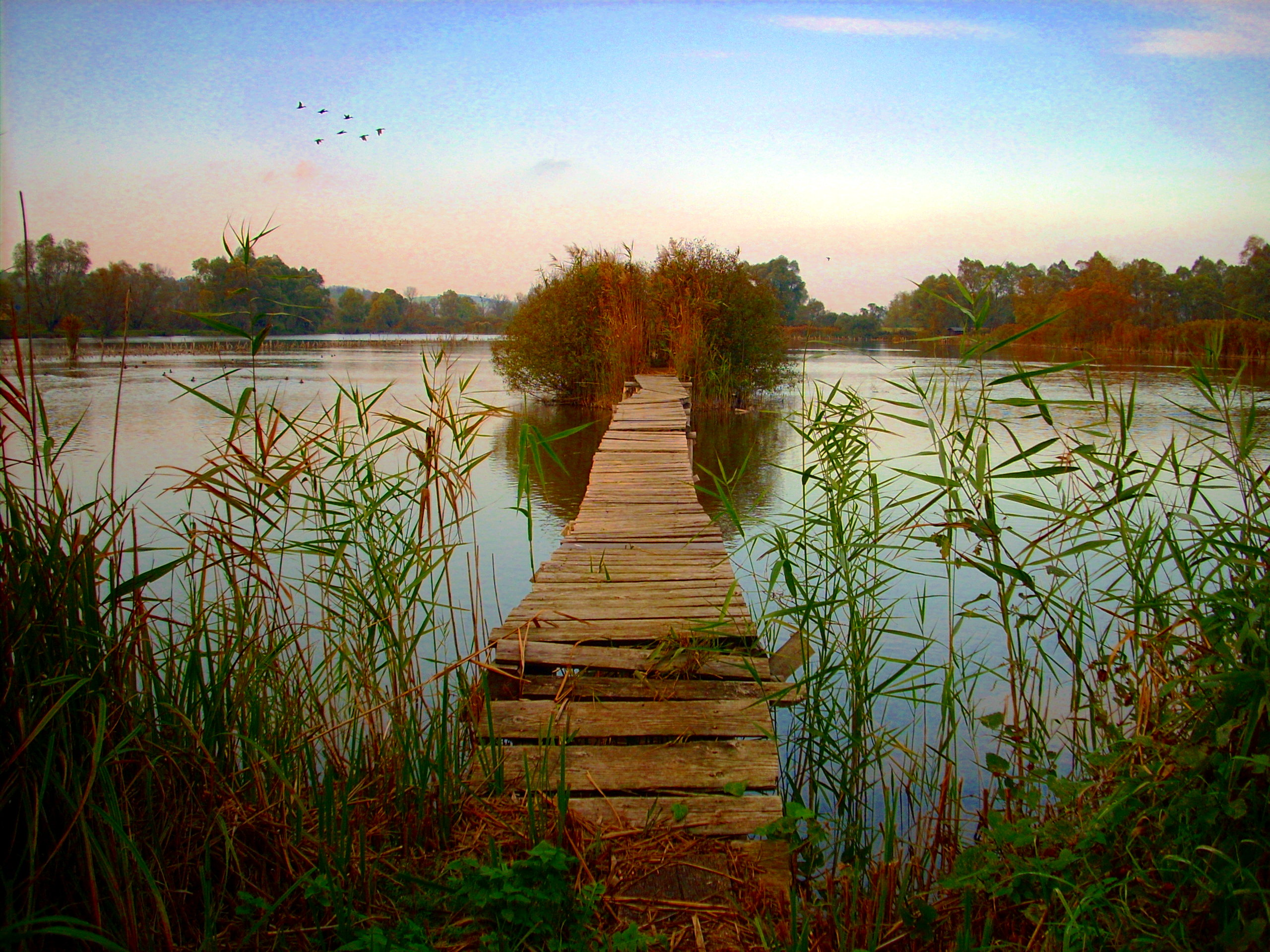
A Tőzegtó

## Nevezetességei
- Tőzegtó – Híres horgászparadicsom.
- Pölöskei erdő.
- Turul-szobor[16]
- Pölöskei szörp

## Külső hivatkozások
- Pölöske az utazom.com honlapján